# Marschnerstraße 35–41g (München)

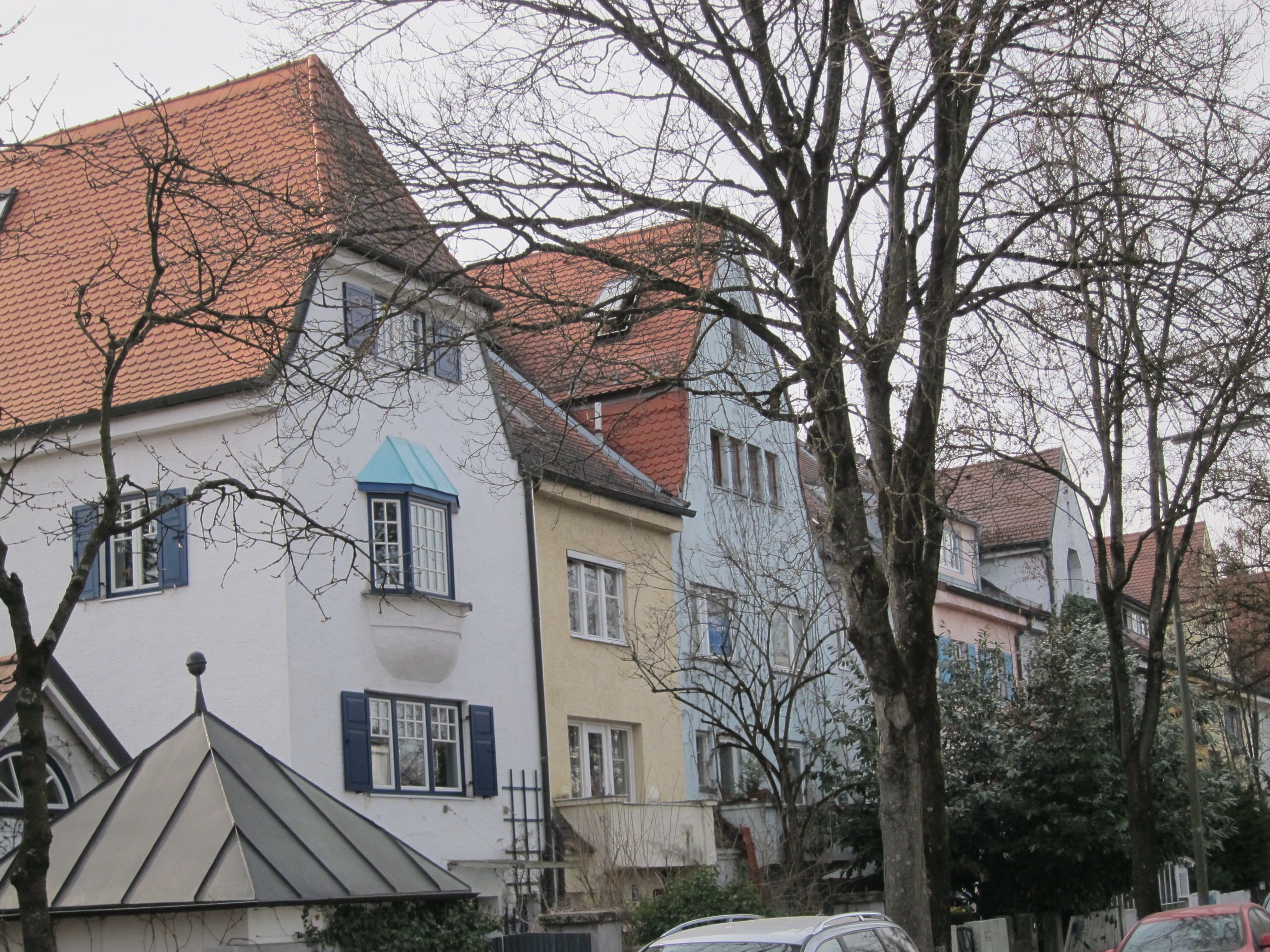
Reihenhausgruppe Marschnerstraße 35–41g

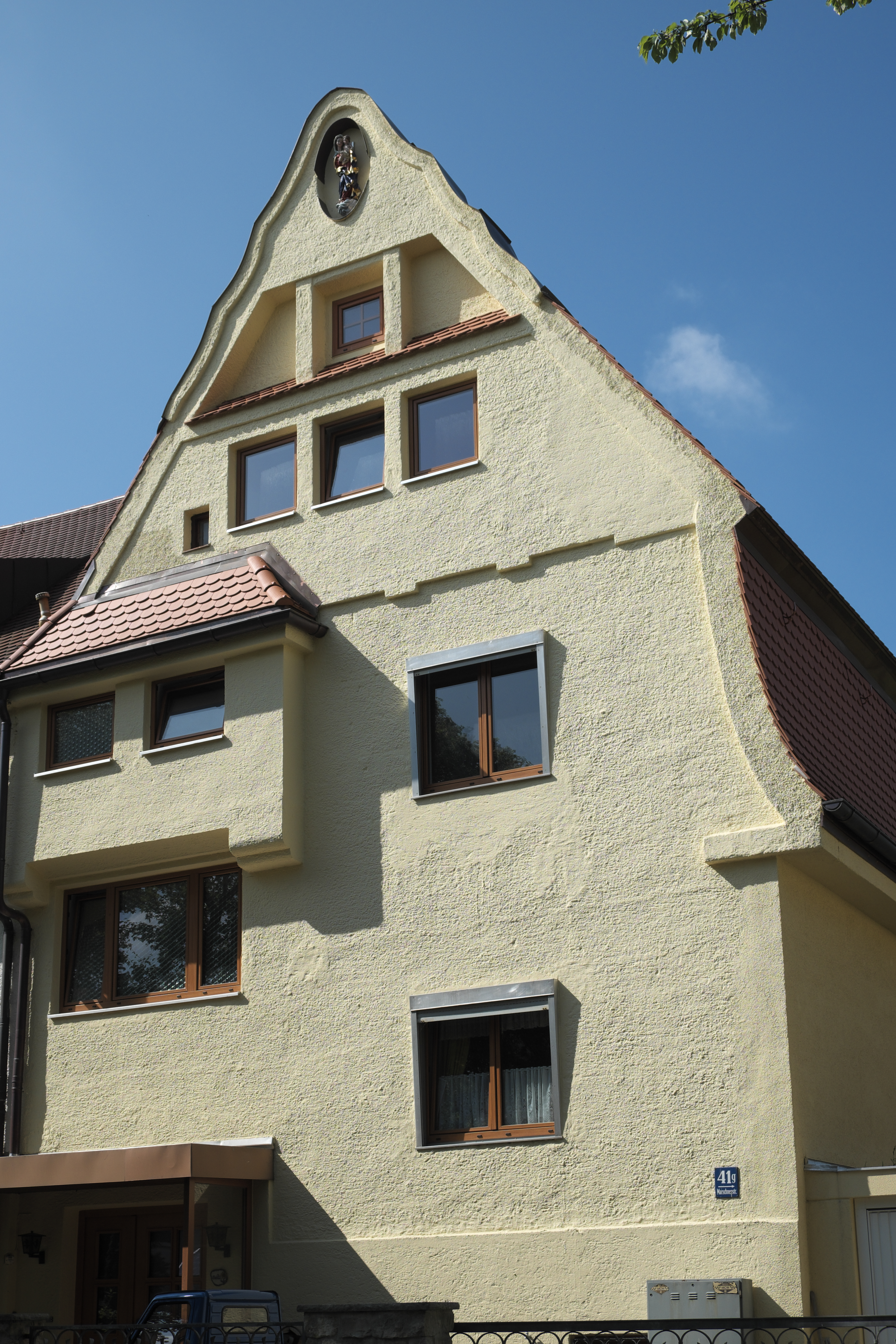
Haus Marschnerstraße 41g

Die Reihenhausgruppe Marschnerstraße 35–41g im Stadtteil Pasing der bayerischen Landeshauptstadt München wurde von 1908 bis 1910 errichtet. Die Reihenhausgruppe an der Marschnerstraße ist ein geschütztes Baudenkmal.
Die Reihenhäuser im Heimatstil wurden von Bernhard Borst erbaut. Die Häusergruppe bedeutet für die Villenkolonie Pasing II die Abkehr vom einzeln stehenden Einfamilienhaus zur wirtschaftlicheren Bauform der Häuserreihung. In der Rembrandtstraße finden wir ebenfalls zwei dieser Reihenhausgruppen (Nr. 10–32 und Nr. 15–21). 
In der langen Reihe der Häuser wird durch Variation der Gestaltung Monotonie vermieden. Zwischen den Traufseitbauten werden Giebel und Zwerchhäuser eingestreut. Der Wechsel von Flacherkern und Balkonen und besonders die hohen Eckbauten (N. 35 und 41g) bestimmen das Erscheinungsbild. Einige Häuser sind durch Umbauten und Fassadenglättungen in ihrer Erscheinungsweise gestört worden.